# Pierre Thuin
Pierre Thuin (né à Montereau le 28 décembre 1731, mort à Meaux le 29 janvier 1808), ecclésiastique, fut évêque constitutionnel de Seine-et-Marne de 1791 à 1793.

## Biographie
Pierre Thuin, fils et homonyme de Pierre Thuin, marchand, est natif de Montereau-Fault-Yonne. Il fait ses études au collège des Grassins à Paris et devient chanoine de la collégiale Notre-Dame-et-Saint-Loup de Montereau-Fault-Yonne. En 1769, il obtient la cure de Saint-Maur toujours à Montereau puis celle de Dontilly en 1790. Lors de la Révolution française, il embrasse les idées nouvelles et prête le serment en septembre 1790. 
Il postule ensuite à la fonction d'évêque constitutionnel du département de Seine-et-Marne et il est élu par l'assemblée le 28 février 1791 et sacré par Jean-Baptiste Gobel le 17 mars. Il fait son entrée à Meaux le 3 avril et commence une visite des paroisses et des établissements religieux où il est reçu froidement.  
Il prend possession du palais épiscopal de Meaux le 11 avril, et la nuit du 24 au 25 juin, il y reçoit le roi Louis XVI après la fuite de Varennes. Il doit quitter son évêché le 2 octobre 1793 ; il loge d'abord à l'Arquebuse puis à Isles-lès-Villenoy. Après la Terreur, il tente de reprendre son évêché mais il ne peut occuper que le second étage. Il se démet après le concordat de 1801 et se retire l'année suivante dans une maison particulière. Il refuse l'aide financière que lui propose son successeur Louis-Mathias de Barral, l'évêque concordataire, et il meurt le 29 janvier 1808 réconcilié avec l'Église. Pierre-Paul de Faudoas, devenu évêque de Meaux, tenant compte de sa rétractation, accepte que les insignes épiscopaux soient déposés sur son cercueil.